# Saison 8 de La Petite Maison dans la prairie
Chronologie
Saison 7 Saison 9
Cet article présente le guide des épisodes de la huitième saison de la série télévisée La Petite Maison dans la prairie (Little House on the Prairie).

## Distribution

### Acteurs principaux
Sont crédités comme acteurs principaux ceux qui sont inscrits au générique

## Épisodes

### Épisode 1:La Réincarnation de Nellie -1repartie
- États-Unis : 5 octobre 1981 sur NBC

Madame Oleson est dans tous ses états : elle vient de recevoir une lettre de Nellie, lui annonçant que le père de Percival vient de mourir. Nellie et son mari vont devoir rester à New York. Madame Oleson décide de se rendre à la ville avec son mari, pour adopter un enfant.

### Épisode 2:La Réincarnation de Nellie -2epartie
- États-Unis : 12 octobre 1981 sur NBC

### Épisode 3:Triste expérience
- États-Unis : 19 octobre 1981 sur NBC

### Épisode 4:Les Associés
- États-Unis : 6 octobre 1981 sur NBC

### Épisode 5:Sagesse
- États-Unis : 2 novembre 1981 sur NBC

Laura reçoit une lettre d'Eliza-Jane Wilder, sa belle-soeur, l'invitant en Arizona pour écouter des conférences données par de grands écrivains américains et notamment par Emerson. Enchantée par cette invitation, Laura prend le train et rencontre pendant le trajet Mortimer Carstairs, un jeune professeur profitant du séminaire pour trouver un travail. Laura envisage de travailler à mi-temps comme enseignante sur place pour payer les frais du voyage, mais elle apprend en arrivant que tous les postes sont pourvus. Lors d'un dîner au restaurant, Eliza-Jane tombe sous le charme d'un homme qui la bouscule par mégarde, et qui n'est autre que le professeur William Woestehoff, qui dirige le séminaire. Le lendemain, à la demande d'Eliza-Jane, Laura invite le professeur au restaurant ; malheureusement, tout ne se passe pas comme prévu puisque Mortimer essaye d'attirer l'attention d'Eliza-Jane, qui n'a d'yeux que pour Wiliam, qui lui se montre très « intéressé » par Laura... Il va par la suite lui faire des propositions peu convenables qu'elle va refuser. C'est ainsi que le professeur la menace de la recaler au séminaire si elle ne reconsidère pas ses propositions. Parallèlement à son nouveau travail de plongeuse, la méfiance de Laura vis-à-vis de Woestehoff est mal perçue par Eliza-Jane, qui y voit de l'égoïsme. Dès lors, rien ne va plus pour Laura : Woestehoff l'humilie en plein cours, prétextant qu'elle ne comprend pas ce qu'elle lit, Eliza-Jane l'ignore et le travail de plonge n'avance pas assez vite selon la patronne tyrannique. Laura tente d'expliquer à sa belle-sœur quelle est la vraie personnalité du professeur mais Eliza-Jane, aveuglée par son admiration pour lui, ne veut pas la croire. Avec l'aide de Carstairs, Laura reprend confiance en elle : elle quitte son travail de plongeuse pour se consacrer au séminaire ; de son côté, Eliza-Jane s'aperçoit que Laura avait raison à propos de Woestehoff, et Carstairs l'aide à se faire pardonner. Lors de la remise des copies, Laura se voit recalée : Carstairs prend sa défense et accepte un duel au poing avec Woestehoff. Il en sort gagnant et se voit proposer par Eliza-Jane un poste d'enseignant dans son école de Minneapolis.
- Quand elle reçoit l'invitation pour le séminaire, Laura se réjouit d'écouter Ralph Waldo Emerson (joué par George O. Petrie (en)), lequel a réellement existé. En revanche, elle reste indifférente à l'écoute des noms de Walt Whitman et Mark Twain, écrivains pourtant renommés eux aussi.
- L'hôtel de Laura se situe place du Général Grant, du nom du 18e président des États-Unis. La ville n'est pas mentionnée dans l'épisode.
- La collègue de Laura à la plonge, Pam, est jouée par Leslie Landon, la fille de Michael Landon qui jouera le rôle d'Etta Plum dans la saison suivante.
- Plusieurs références littéraires sont données dans l'épisode : La chanson de moi-même (improprement appelée La chanson de mon âme) de Whitman, Les Aventures de Huckleberry Finn de Mark Twain, ainsi que l'œuvre d'Emerson.
- La redoutable Mme Pierce, qui emploie Laura à la plonge, est jouée par Darlene Conley.
- La fin de l'épisode laisse supposer que Mortimer et Eliza-Jane pourraient avoir une liaison par la suite, mais le personnage de Mortimer ne réapparaîtra pas dans la série.
- Charles et Caroline Ingalls n'apparaissent pas dans cet épisode.

### Épisode 6:Le Grand Gambini
- États-Unis : 9 novembre 1981 sur NBC

### Épisode 7:Black Jack
- États-Unis : 16 novembre 1981 sur NBC

### Épisode 8:Chicago
- États-Unis : 23 novembre 1981 sur NBC

### Épisode 9:Pour l'amour de Nancy
- États-Unis : 30 novembre 1981 sur NBC

### Épisode 10:La Vie moderne
- États-Unis : 7 décembre 1981 sur NBC

### Épisode 11:Un Noël inoubliable
- États-Unis : 21 décembre 1981 sur NBC

### Épisode 12:Un handicap
- États-Unis : 4 janvier 1982 sur NBC

- Cet épisode n'est pas sans rappeler La Boîte à musique, dans lequel Laura avait comme amie une jeune enfant bègue.
- Le jeune Gédéon est joué par Peter Billingsley.
- Le personnage de Sven Johanssen réapparaîtra deux épisodes plus tard dans La Loi, dans le même rôle de marchand à Minneapolis.

### Épisode 13:La Sécheresse
- États-Unis : 18 janvier 1982 sur NBC

### Épisode 14:La Loi
- États-Unis : 25 janvier 1982 sur NBC

L'épisode commence par la présentation d'un couple de jeunes gens se rendant à une vente aux enchères à Acton, Minnesota. Un meuble ancien retient leur attention ; il est signé par une gravure stylisée portant les initiales « CI » (Charles Ingalls).

- On apprend que l'épisode se déroule en 1885 (indication sur la tombe de Jack Prescott de son année de décès).
- Le titre français prête à confusion, étant sans grand rapport avec l'épisode, car il est issu d'une erreur de traduction du titre original. The Legacy aurait en effet dû être traduit par « L'Héritage » et non « La Loi ».
- Un des rares épisodes de la série ouvrant dans une époque future (fin des années 1970 ou début des années 1980) et montrant un couple, en voiture, se rendant à une vente aux enchères. On retrouvera ce cas de figure dans Il était une fois durant la saison 9. En effet, on découvre une petite fille, dans les années 1970 ou 1980, courant dans une bibliothèque en quête de la lecture du roman de Laura Ingalls Wilder « Little house on the prairie ».

### Épisode 15:Oncle Jed
- États-Unis : 1er février 1982 sur NBC

### Épisode 16:Une seconde chance
- États-Unis : 8 février 1982 sur NBC

- Au tout début de l'épisode, Sam Terhune dit à Charles qu'il a été envoyé à Walnut Grove par Fred Mason de Redwood Falls, que Charles déclare bien connaître. Ce personnage n'apparaît pourtant pas dans la série.
- Esther-Sue dévoile à Caroline la raison pour laquelle elle avait refusé d'épouser Joe Kagan : elle était toujours amoureuse de Sam.
- Dans cet épisode, Sam Terhune redonne un peu de fraîcheur dans certains lieux de Walnut Grove, rénovant notamment la réserve du magasin Oleson et l'escalier extérieur de l'église/école.

### Épisode 17:À l'épreuve de la vie -1repartie
- États-Unis : 15 février 1982 sur NBC

### Épisode 18:À l'épreuve de la vie -2epartie
- États-Unis : 22 février 1982 sur NBC

### Épisode 19:La Promesse
- États-Unis : 1er mars 1982 sur NBC

### Épisode 20:Les Larmes
- États-Unis : 8 mars 1982 sur NBC

- Pendant son absence, le Dr Baker se fait remplacer par le Dr Ledoux.
- Caroline confie à Louisa qu'elle n'aurait jamais imaginé, étant petite, avoir aussi peu d'argent.
- L'accordéon de l'enfant malade est un Kalbe's Imperial.

### Épisode 21:Il n'avait que douze ans -1repartie
- États-Unis : 3 mai 1982 sur NBC

### Épisode 22:Il n'avait que douze ans -2epartie
- États-Unis : 10 mai 1982 sur NBC